# Nashira
Nashira  eller Gamma Capricorni (γ Scorpii, förkortat Gamma Cap, γ Cap), som är stjärnans Bayer-beteckning, är en ensam stjärna i den östra delen av stjärnbilden Stenbocken. Den har en skenbar magnitud på +3,67 och är synlig för blotta ögat där ljusföroreningar ej förekommer. Baserat på parallaxmätningar i Hipparcos-uppdraget på ca 23,5 mas beräknas den befinna sig på ca 139 ljusårs (43 parsek) avstånd från solen.

## Nomenklatur
Gamma Capricorni har det traditionella namnet Nashira, som kommer från det arabiska سعد ناشرة sa'd nashirah, "den lyckliga" eller "bäraren av goda nyheter".
År 2016 organiserade Internationella astronomiska unionen en arbetsgrupp för stjärnnamn (WGSN) med uppgift att katalogisera och standardisera riktiga namn för stjärnor. WGSN fastställde i augusti 2016 namnet Nashira för Gamma Capricorni vilket nu ingår nu i listan över IAU-godkända stjärnnamn.

## Egenskaper
Gamma Capricorni är en gulvit stjärna i huvudserien av spektralklass kF0hF1VmF2 och en kemiskt ovanlig Am-stjärna. Den har en radie som är drygt 5 gånger större än solens och utsänder ca 64 gånger mera energi än solen från dess fotosfär vid en effektiv temperatur på ca 7 500 K.
Gamma Capricorni är en roterande variabel av Alfa2 Canum Venaticorum-typ (ACV). Den har skenbar magnitud +3,2 och varierar med amplituden 0,03 med en period av inte ännu är fastslagen.